# N.I.C.E. 2
N.I.C.E. 2 (también conocido como BreakNeck) es un videojuego desarrollado por Synetic y publicado por SouthPeak Interactive para Microsoft Windows.

## Jugabilidad
N.I.C.E. 2 es un juego de carreras con modo RPG. La secuela de Have a N.I.C.E. day! tuvo muchas mejoras: en lugar de 3 autos, ahora puedes elegir entre más de 42 autos, 24 pistas con 96 variaciones y muchos modos de carrera nuevos. La característica más importante es el nuevo y potente motor gráfico, es capaz de mostrar muchos más polígonos y tiene algunos efectos nuevos y agradables (además de soporte de acelerador 3D).

## Recepción
Doug Trueman revisó la versión para PC del juego para Next Generation, calificándolo como cuatro estrellas de cinco, y declaró que "Un corredor sorprendentemente bien hecho y con todas las funciones".